# 喬恩·坦尼
喬恩·坦尼（英語：Jonathan Frederick Tenney，1961年12月16日—）是美國的一位演員。他主要的作品包括TNT電視劇《真相追擊》和《重案組》。